# باشگاه فوتبال شهدای چوار ۶۵ ایلام
باشگاه فوتبال شهدای چوار ۶۵ ایلام یک باشگاه فوتبال در شهر ایلام است که در سال ۱۳۹۴ تأسیس شد. این باشگاه هم‌اکنون در لیگ دسته سوم فوتبال ایران فعالیت می‌کند.
تأسیس این تیم یادواره‌ای برای  کشته‌شدگان رخداد بمباران زمین فوتبال چوار توسط جنگنده عراقی بود.

## رخداد بمباران زمین فوتبال چوار در سال ۱۳۶۵
بمباران زمین فوتبال چوار بمبارانی بود که از سوی جنگنده‌های نیروی هوایی عراق در تاریخ ۲۳ بهمن ۱۳۶۵ در یک زمین فوتبال در بخش چوار استان ایلام و در هنگام برگزاری مسابقه فوتبال انجام شد و منجر به کشتار غیرنظامیان شد. بمباران در دقیقه ۵۵ این بازی انجام شد و لحظاتی هولناک و صحنه‌های دلخراشی را برجای گذاشت، پیکرهای خونین و پاره‌پاره فوتبالیست‌های جوان زمین سبز فوتبال را خونین کرد. چنین جنایت جنگی در تاریخ ورزش جهان بی‌سابقه بوده است. دراین حادثه ۱۰ بازیکن، سه کودک، یک داور و یک تماشاگر کشته شدند و ۶ نفر هم جانباز شدند.

## دیدار با پیشکسوتان استقلال و پرسپولیس
این باشگاه هرساله به رسم یادبود و گرامی‌داشت شهدای چوار ۶۵ با پیشکسوت‌های استقلال و پرسپولیس دیداری دوستانه برگزار می‌کند.